# مارک اوهر
مارک اوهر (انگلیسی: Mark O'Hare؛ زادهٔ ۱۸ ژوئیهٔ ۱۹۶۸) یک نویسنده است. وی از سال ۱۹۹۲ میلادی تاکنون مشغول فعالیت بوده‌است.